# Врачебная тайна
Враче́бная та́йна — медицинское, правовое, социально-этическое понятие, представляющее собой запрет медицинскому работнику сообщать третьим лицам информацию о состоянии здоровья пациента, диагнозе, результатах обследования, самом факте обращения за медицинской помощью и сведения о личной жизни, полученных при обследовании и лечении. Запрет распространяется также на всех лиц, которым эта информация стала известна в случаях, предусмотренных законодательством.
Разглашением врачебной тайны является сообщение таких сведений хотя бы одному лицу (за исключением самого пациента, его законных представителей или медперсонала, участвующего в лечении этого пациента). При этом не имеет значения, кому они стали известны: знакомому, сослуживцу потерпевшего либо посторонним лицам. В отношении членов семьи пациента действуют специальные правила, оговоренные, например, статьями 13, 22 Федерального закона «Об основах охраны здоровья граждан в Российской Федерации». Разглашение врачебной тайны может быть совершено как в устной, так и в письменной форме — в частности, по телефону, путём публикации в печати и др.
Сообщение медицинским работником сведений о состоянии здоровья самому пациенту не является разглашением врачебной тайны с правовой точки зрения и не образует состав преступления. Например, согласно статье 5 Закона РФ «О психиатрической помощи и гарантиях прав граждан при ее оказании» все лица, страдающие психическими расстройствами, при оказании им психиатрической помощи имеют право на получение в доступной для них форме и с учётом их психического состояния информации о характере имеющихся у них психических расстройств и применяемых методах лечения.

## Этические аспекты врачебной тайны
Врачебная тайна как составная и обязательная часть медицинской деятельности представляет собой один из важнейших принципов в деонтологии и профессиональной медицинской этике. Этические нормы общества предполагают, что каждый человек должен сохранять тайну, доверенную ему другим лицом. Однако особое значение понятие «тайны» имеет в области медицины, где тесно соприкасаются и переплетаются сведения о больном, его настоящем состоянии здоровья и перспективах, а зачастую и о будущем человека (сможет ли он остаться на своём рабочем месте по окончании заболевания, станет ли инвалидом и т. д.). Многие факты личной жизни в процессе лечения передаются пациентом врачу как необходимые для лечебно-диагностического процесса, поэтому взаимоотношения между людьми в обществе существенно отличаются от отношений по линии «врач и больной».
Есть сведения, что понятие «врачебной тайны» зародилось в Древней Индии, где в доверительных отношениях лекаря и пациента действовал афоризм: «Можно страшиться брата, матери, друга, но врача — никогда!». Начиная с древних времён врач клялся хранить тайну и соблюдать это обещание. Врачебная тайна относится и к основным постулатам клятвы Гиппократа:
…Что бы при лечении — а также и без лечения — я ни увидел или ни услышал касательно жизни людской из того, что не следует когда-либо разглашать, я умолчу о том, считая подобные вещи тайной…
Требование не разглашать врачебную тайну обозначено в таких документах, как Этический кодекс российского врача, принятый на 4-й конференции Ассоциации врачей России в ноябре 1994 года; Кодекс врачебной этики РФ, одобренный Всероссийским Пироговским съездом врачей 7 июня 1997 года; Кодекс профессиональной этики психиатра, утверждённый на Пленуме Правления Российского общества психиатров 19 апреля 1994 года; Клятва врача, которую дают лица, окончившие медицинский вуз, при получении ими документа о высшем профессиональном образовании.

## Правовые аспекты врачебной тайны
В отличие от других понятий деонтологии врачебную тайну характеризует и то, что она одновременно относится к правовым понятиям: сохранность врачебной тайны гарантируется государством и обеспечивается законодательно путём закрепления определенных запретов и юридической ответственности за её разглашение.
Юридические основы защиты врачебной тайны закладывают статьи 23 и 24 Конституции РФ, в соответствии с которыми
каждый гражданин имеет право на личную тайну, а использование и распространение информации о частной жизни лица без его согласия не допускаются.
Федеральный закон «Об основах охраны здоровья граждан в Российской Федерации» от 21 ноября 2011 года N 323-ФЗ в статье 13 определяет понятие «врачебной тайны». Он же относит врачебную тайну к основным принципам охраны здоровья граждан и определяет обстоятельства, при которых допускается передача сведений, составляющих врачебную тайну, другим гражданам, в том числе должностным лицам, с согласия гражданина или его законного представителя, а также без такого согласия.
Согласно части 1 статьи 150 Гражданского кодекса РФ неприкосновенность частной жизни, личная и семейная тайна, как и другие личные неимущественные права и нематериальные блага, принадлежащие гражданину от рождения или в силу закона, неотчуждаемы и непередаваемы иным способом. Согласно 1522 ГК РФ не допускаются (если иное прямо не предусмотрено законом) без согласия гражданина сбор, хранение, распространение и использование любой информации о его частной жизни, в частности сведений о месте его пребывания, о личной и семейной жизни.
Сохранение в тайне данных, касающихся состояния здоровья, гарантируется также статьёй 10 Федерального закона № 152-ФЗ «О персональных данных», запрещающей (за исключением случаев, предусмотренных данным законом) обработку, использование и распространение таких данных.
Требование хранить врачебную тайну гарантировано следующими международно-правовыми актами:
- Всеобщая декларация прав человека (статья 12)
- Международный пакт о гражданских и политических правах (статья 17)
- Конвенция о защите прав человека и основных свобод (статья 8)
- Принципы защиты психически больных лиц и улучшения психиатрической помощи, утверждённые Резолюцией Генеральной Ассамблеи ООН (Принцип 6)
- Лиссабонская декларация о правах пациента (пункт «д»)
- Основы концепции прав пациента в Европе, принятые Всемирной организацией здравоохранения (пункт 4.1)
- Принципы предоставления медицинской помощи в любой системе здравоохранения, принятые Всемирной медицинской ассамблеей (принцип 6)
- Гавайская декларация II, одобренная Генеральной ассамблеей Всемирной психиатрической ассоциации (пункт 8)
- Мадридская декларация по этическим стандартам в области психиатрической практики, принятая Генеральной ассамблеей Всемирной психиатрической ассоциации (пункт 6)
- Конвенция Совета Европы о защите физических лиц при автоматизированной обработке персональных данных (статья 6)

## Содержание понятия «врачебная тайна»
В понятие «врачебная тайна» входят сведения:
- медицинского характера (информация о наличии или отсутствии у человека какого-либо расстройства, заболевания, о его диагнозе, а также другие сведения, характеризующие состояние его здоровья)
- немедицинского характера:
  - сведения о самом факте того, что человек обращался за медицинской помощью (записывался на приём к врачу, был у врача на приёме, вызывал врача на дом, госпитализировался в больницу и т. п.) либо же недобровольно проходил медицинское освидетельствование или недобровольно был госпитализирован
  - все прочие сведения, полученные при обследовании и лечении, включая:
    - антропометрические данные, особенности тела, группы крови гражданина
    - его поведенческие особенности, подробности интимной и семейной жизни, интересы, переживания, фантазии, воспоминания, поступки (совершённые и планируемые), пристрастия, вредные привычки, взаимоотношения с окружающими и т. д.
    - конфиденциальную информацию о пациенте, его близких, знакомых пациента, если такая информация стала известной врачу при выполнении своих обязанностей

К врачебной тайне относятся как сведения, которые пациент доверил врачу или иному лицу при получении медицинской помощи, так и сведения, ставшие известными врачу или иному лицу в связи с выполнением служебных и иных обязанностей, в том числе полученные в процессе медицинского вмешательства, при осуществлении ухода за пациентом и пр.

## Круг лиц, обязанных хранить врачебную тайну
К ним относятся лица, которым сведения, составляющие врачебную тайну, стали известны при:
- обучении;
- исполнении обязанностей:
  - трудовых,
  - должностных,
  - служебных,
  - иных.

Термин «врачебная тайна» не вполне точен, так как обязательства хранить врачебную тайну возникают не только у врачей, но и у других медицинских и фармацевтических работников, взаимодействующих с пациентами (средний и младший медперсонал, провизоры и т. п.). Кроме того, к лицам, обязанным хранить врачебную тайну, относятся различные специалисты, участвующие в оказании медицинской помощи; психологи; юристы, состоящие в штате медицинских организаций; лица, проходящие практику в лечебных учреждениях; обслуживающие медицинские организации программисты, водители и сотрудники охранных агентств; полицейские, оказывающие содействие медицинским работникам; студенты медицинских и иных вузов.
Хранить врачебную тайну обязаны также работники органов опеки и попечительства, жилищных органов, учреждений образования и социального обслуживания, работники отдела кадров, военкоматов, если сведения конфиденциального характера стали им известны в связи с исполнением профессиональных, служебных и (или) иных обязанностей. Врачебная тайна также входит в состав адвокатской, нотариальной тайны. В случае, если сведения, составляющие врачебную тайну, подпадают под категорию сведений, относящихся к тайне следствия или судопроизводства, обязанность не разглашать такие сведения распространяется на всех участников процесса: следователей, судей, потерпевших, свидетелей, присяжных заседателей и т. п. Не подлежат разглашению и оставляющие врачебную тайну сведения, которые стали известны при проведении депутатского расследования. Врачебную тайну обязаны хранить и представители правозащитных организаций (врачи, юристы и представители иных специальностей).

## Виды ответственности, предусмотренные за разглашение врачебной тайны
Лица, которым в установленном законом порядке переданы сведения, составляющие врачебную тайну, несут за разглашение сведений с учётом причинённого гражданину ущерба дисциплинарную, гражданско-правовую, административную или уголовную ответственность.

## Врачебная тайна в психиатрии
Согласно Закону РФ «О психиатрической помощи и гарантиях прав граждан при её оказании», ни одна организация и ни одно лицо не имеют права писать запросы о том, наблюдается ли человек в психоневрологическом диспансере, а психиатрические учреждения не имеют права отвечать на такие запросы. Делать запросы об этом вправе лишь органы суда и следствия, а также медицинские учреждения, если информацию об этом необходимо получить для полноценного лечения или экспертизы.
Другие организации вправе лишь сделать запрос, может ли гражданин по состоянию своего здоровья выполнять ту или иную работу, и диспансер может ответить на этот вопрос («да» или «нет») вне зависимости от того, наблюдался ли этот гражданин в диспансере, и не должен предоставлять никаких сведений о диагнозе, который, как указано в статье 9 Закона, входит в понятие «медицинская тайна». 
Само понятие «психиатрического учёта» является устаревшим, а выдача справок насчёт того, состоит ли гражданин на учёте, — незаконной. Между тем это понятие продолжает нередко использоваться, и официальные лица, направляющие порой такие запросы, получают ответ о том, что лицо «состоит на консультативном учёте», с соответствующими негативными социально-правовыми последствиями.
Ведение консультативного «учёта» пациентов без их ведома и согласия при отсутствии предусмотренного законом либо иным нормативным правовым актом порядка постановки на такой «учёт» может приводить к серьёзным нарушениям прав граждан.